# Caulanthus major
Caulanthus major là một loài thực vật có hoa trong họ Cải. Loài này được (M.E.Jones) Payson mô tả khoa học đầu tiên năm 1922 publ. 1923.